# Panamerikanische Juniorenspiele 2021/Leichtathletik
| Medaillenspiegel Leichtathletik (nach 45 von 45 Entscheidungen) | Medaillenspiegel Leichtathletik (nach 45 von 45 Entscheidungen) | Medaillenspiegel Leichtathletik (nach 45 von 45 Entscheidungen) | Medaillenspiegel Leichtathletik (nach 45 von 45 Entscheidungen) | Medaillenspiegel Leichtathletik (nach 45 von 45 Entscheidungen) | Medaillenspiegel Leichtathletik (nach 45 von 45 Entscheidungen) |
| Platz                                                           | Land                                                            | Gold                                                            | Silber                                                          | Bronze                                                          | Gesamt                                                          |
| --------------------------------------------------------------- | --------------------------------------------------------------- | --------------------------------------------------------------- | --------------------------------------------------------------- | --------------------------------------------------------------- | --------------------------------------------------------------- |
| 01                                                              | Brasilien                                                       | 10                                                              | 12                                                              | 8                                                               | 30                                                              |
| 02                                                              | Kuba                                                            | 9                                                               | 6                                                               | 3                                                               | 18                                                              |
| 03                                                              | Ecuador                                                         | 9                                                               | 2                                                               | 2                                                               | 13                                                              |
| 04                                                              | Mexiko                                                          | 4                                                               | 3                                                               | 6                                                               | 13                                                              |
| 05                                                              | Kolumbien                                                       | 2                                                               | 7                                                               | 11                                                              | 20                                                              |
| 06                                                              | Peru                                                            | 2                                                               | 3                                                               | 1                                                               | 6                                                               |
| 07                                                              | Dominikanische Republik                                         | 2                                                               | 1                                                               | 2                                                               | 5                                                               |
| 08                                                              | Puerto Rico                                                     | 2                                                               | —                                                               | —                                                               | 2                                                               |
| 09                                                              | Chile                                                           | 1                                                               | 4                                                               | 3                                                               | 8                                                               |
| 10                                                              | Venezuela                                                       | 1                                                               | 1                                                               | 1                                                               | 3                                                               |
| 11                                                              | Argentinien                                                     | 1                                                               | —                                                               | 5                                                               | 6                                                               |
| 12                                                              | Bolivien                                                        | 1                                                               | —                                                               | —                                                               | 1                                                               |
| 0                                                               | Costa Rica                                                      | 1                                                               | —                                                               | —                                                               | 1                                                               |
| 14                                                              | Trinidad und Tobago                                             | —                                                               | 1                                                               | 1                                                               | 2                                                               |
| 15                                                              | El Salvador                                                     | —                                                               | 1                                                               | —                                                               | 1                                                               |
| 0                                                               | Grenada                                                         | —                                                               | 1                                                               | —                                                               | 1                                                               |
| 0                                                               | Guyana                                                          | —                                                               | 1                                                               | —                                                               | 1                                                               |
| 0                                                               | St. Kitts und Nevis                                             | —                                                               | 1                                                               | —                                                               | 1                                                               |
| 0                                                               | Uruguay                                                         | —                                                               | 1                                                               | —                                                               | 1                                                               |
| 20                                                              | Bahamas                                                         | —                                                               | —                                                               | 1                                                               | 1                                                               |
| 0                                                               | Guatemala                                                       | —                                                               | —                                                               | 1                                                               | 1                                                               |
| Gesamt                                                          | Gesamt                                                          | 26                                                              | 26                                                              | 26                                                              | 78                                                              |

Bei den 1. Panamerikanischen Juniorenspielen fanden vom 30. November bis zum 4. Dezember 2021 die Leichtathletikbewerbe im Estadio Olímpico Pascual Guerrero in der kolumbianischen Großstadt Cali statt. Es wurden je 22 Bewerbe für Männer und Frauen sowie ein Mixed-Bewerb durchgeführt. Teilnahmeberechtigt waren Athletinnen und Athleten im Alter zwischen 17 und 22 Jahren. Traditionell starke Nationen wie die Vereinigten Staaten, Kanada oder Jamaika verzichteten auf ein Antreten.

## Ergebnisse

### Männer

#### 100 m
| Platz | Athlet                   | Land | Zeit (s) |
| ----- | ------------------------ | ---- | -------- |
| 1     | Erik Cardoso             | BRA  | 10,33    |
| 2     | Neiker Abello            | COL  | 10,36    |
| 3     | Franco Florio            | ARG  | 10,37    |
| 4     | Lucas Rodrigues da Silva | BRA  | 10,40    |
| 5     | Carlos Brown             | BAH  | 10,47    |
| 6     | Anderson Marquinez       | ECU  | 10,62    |
| 7     | César Almirón            | PAR  | 10,68    |
| 8     | Carlos Flórez            | COL  | 10,78    |

Finale: 1. Dezember
Wind: −0,2 m/s

#### 200 m
| Platz | Athlet                   | Land | Zeit (s) |
| ----- | ------------------------ | ---- | -------- |
| 1     | Anderson Marquinez       | ECU  | 20,51 PB |
| 2     | Lucas Vilar              | BRA  | 20,59    |
| 3     | Lucas Rodrigues da Silva | BRA  | 20,68    |
| 4     | Katriel Angulo           | ECU  | 20,80 PB |
| 5     | Jaleel Croal             | IVB  | 20,93    |
| 6     | Carlos Palacios          | COL  | 21,16    |
| 7     | Bautista Diamante        | ARG  | 21,29    |
|       | Carlos Brown             | BAH  | DNS      |

Finale: 4. Dezember
Wind: +0,4 m/s

#### 400 m
| Platz | Athlet            | Land | Zeit (s) |
| ----- | ----------------- | ---- | -------- |
| 1     | Luis Avilés       | MEX  | 45,59    |
| 2     | Leonardo Castillo | CUB  | 45,79    |
| 3     | Javier Gómez      | VEN  | 46,13 PB |
| 4     | Gamali Felix      | GRN  | 46,54    |
| 5     | Michael Joseph    | LCA  | 46,57    |
| 6     | João Cabral       | BRA  | 47,03    |
| 7     | Alan Minda        | ECU  | 47,75    |
| 8     | Tahjay Liburd     | SKN  | 49,11    |

Finale: 3. Dezember

#### 800 m
| Platz | Athlet              | Land | Zeit (min) |
| ----- | ------------------- | ---- | ---------- |
| 1     | Ryan López          | VEN  | 1:49,30    |
| 2     | Leonardo Santos     | BRA  | 1:50,14    |
| 3     | Eduardo Ribeiro     | BRA  | 1:50,21    |
| 4     | Israel Tinajero     | MEX  | 1:50,43    |
| 5     | Dennick Luke        | DMA  | 1:50,79    |
| 6     | Estanislao Mendivil | ARG  | 1:51,46    |
| 7     | Luis Peralta        | DOM  | 1:54,80    |
| 8     | Julio Díaz          | MEX  | 1:55,67    |

Finale: 4. Dezember

#### 1500 m
| Platz | Athlet            | Land | Zeit (min) |
| ----- | ----------------- | ---- | ---------- |
| 1     | Juan Diego Castro | CRC  | 3:44,10    |
| 2     | Santiago Catrofe  | URU  | 3:44,71    |
| 3     | José Zabala       | ARG  | 3:45,79    |
| 4     | Leandro Pérez     | ARG  | 3:47,29 PB |
| 5     | Israel Tinajero   | MEX  | 3:50,39    |
| 6     | Brayan Jara       | CHI  | 3:51,90    |
| 7     | Diego García      | MEX  | 3:53,84    |
| 8     | Luis Peralta      | DOM  | 3:58,25    |

3. Dezember

#### 5000 m
| Platz               | Athlet            | Land | Zeit (min)  |
| ------------------- | ----------------- | ---- | ----------- |
| 1                   | David Ninavia     | BOL  | 14:21,36 PB |
| 2                   | Fábio Correia     | BRA  | 14:30,31    |
| 3                   | Jose Luis Chaupin | PER  | 14:31,70    |
| 4                   | Mario López       | MEX  | 14:55,07    |
| 5                   | Miguel Lopes      | BRA  | 14:57,73    |
| 6                   | Matías Reynagas   | ARG  | 15:06,03    |
| 7                   | Arnaldo Martínez  | PUR  | 15:07,16    |
|                     | Gabriel Curtis    | BAH  | DNF         |
| Miguel Cruz         | PER               | DNF  |             |
| Diego Adolfo García | MEX               | DNF  |             |

30. November

#### 10.000 m
| Platz | Athlet            | Land | Zeit (min) |
| ----- | ----------------- | ---- | ---------- |
| 1     | Héctor Pagán      | PUR  | 30:20,48   |
| 2     | Frank Lujan       | PER  | 30:58,68   |
| 3     | Omar Castillo     | MEX  | 31:07,02   |
| 4     | Fábio Correia     | BRA  | 31:10,18   |
| 5     | Juliano de Araujo | BRA  | 31:22,12   |
| 6     | Gabriel Curtis    | BAH  | 31:53,64   |
| 7     | Esteban Angulo    | ARG  | 33:00,32   |
| 8     | Alex Caiza        | ECU  | 33:07,24   |

3. Dezember

#### 20.000 m Bahngehen
| Platz | Athlet         | Land | Zeit (min) |
| ----- | -------------- | ---- | ---------- |
| 1     | David Hurtado  | ECU  | 1:21:55,03 |
| 2     | Matheus Correa | BRA  | 1:22:18,90 |
| 3     | José Ortiz     | GUA  | 1:23:47,47 |
| 4     | César Herrera  | COL  | 1:25:42,95 |
| 5     | Saul Mena      | MEX  | 1:27:23:72 |
| 6     | Gonzalo Bustan | ECU  | 1:27:36,70 |
| 7     | Juan Calderón  | CRC  | 1:31:51,78 |
| 8     | Óscar Pop      | GUA  | 1:33:39,29 |

1. Dezember

#### 110 m Hürden
| Platz | Athlet           | Land | Zeit (s) |
| ----- | ---------------- | ---- | -------- |
| 1     | Marcos Herrera   | ECU  | 13,94    |
| 2     | Jhon Paredes     | COL  | 13,95 PB |
| 3     | Guillermo Campos | MEX  | 14,05    |
| 4     | Martín Sáenz     | CHI  | 14,06    |
| 5     | Kevin Simisterra | ECU  | 14,41    |
| 6     | Adrian Vieira    | BRA  | 14,42    |
| 7     | Vinicius da Luz  | BRA  | 14,71    |
| 8     | Julian Berca     | ARG  | 14,88    |

Finale: 4. Dezember
Wind: −0,2 m/s

#### 400 m Hürden
| Platz | Athlet           | Land | Zeit (s) |
| ----- | ---------------- | ---- | -------- |
| 1     | Yoao Illas       | CUB  | 50,91    |
| 2     | Caio de Almeida  | BRA  | 51,48    |
| 3     | Matheus Liberato | BRA  | 51,64    |
| 4     | Lázaro Rodríguez | CUB  | 51,70    |
| 5     | Sergio Esquivel  | MEX  | 51,91    |
| 6     | César Parra      | VEN  | 52,10    |
| 7     | Cristóbal Muñoz  | CHI  | 52,80    |
| 8     | Néider Abello    | COL  | 53,70    |

Finale: 2. Dezember

#### 3000 m Hindernis
| Platz | Athlet               | Land | Zeit (min) |
| ----- | -------------------- | ---- | ---------- |
| 1     | Julio Palomino       | PER  | 8:56,56    |
| 2     | César Gómez          | MEX  | 8:56,65    |
| 3     | Tomas Vega           | ARG  | 9:05,61    |
| 4     | Vinicius de Carvalho | BRA  | 9:10,62    |
| 5     | Gerardo Villarreal   | MEX  | 9:11,60    |
| 6     | Carlos Santos        | ESA  | 9:23,89    |
| 7     | Natan dos Anjos      | BRA  | 9:34,23    |
| 8     | Ronald Mamani        | CHI  | 9:38,71    |

4. Dezember

#### 4 × 100 m Staffel
| Platz | Land                    | Athleten                                                         | Zeit (s) |
| ----- | ----------------------- | ---------------------------------------------------------------- | -------- |
| 1     | Brasilien               | Adrian Vieira Lucas Vilar Erik Cardoso Lucas Rodrigues da Silva  | 39,21    |
| 2     | Ecuador                 | Katriel Angulo Anderson Marquinez Steeven Salas Kevin Simisterra | 40,02    |
| 3     | Argentinien             | Tomás Mondino Agustín Pinti Bautista Diamante Franco Florio      | 40,63    |
| 4     | Mexiko                  | Gerardo Lomeli Luis Avilés Javier Martínez Guillermo Campos      | 41,55    |
| 5     | Dominikanische Republik | Franquelo Pérez Wilber Encarnación Angelo Féliz Cesar Jasmin     | 41,97    |
|       | Kolumbien               | Neiker Abello Jhon Paredes Carlos Palacios Arnovis Dalmero       | DSQ      |

2. Dezember

#### 4 × 400 m Staffel
| Platz | Land                    | Athleten                                                    | Zeit (min) |
| ----- | ----------------------- | ----------------------------------------------------------- | ---------- |
| 1     | Ecuador                 | Katriel Angulo Alan Minda Anderson Marquinez Steeven Salas  | 3:08,02    |
| 2     | Brasilien               | Matheus Liberato João Falcão Caio de Almeida Douglas Mendes | 3:08,42    |
| 3     | Mexiko                  | Guillermo Campos Julio Díaz Javier Martínez Luis Avilés     | 3:08,85    |
| 4     | Venezuela               | César Parra Eubrig Maza Ryan López Javier Gómez             | 3:12,41    |
|       | Dominikanische Republik | Franquelo Pérez Luis Peralta Angelo Féliz Cesar Jasmin      | DSQ        |

3. Dezember

#### Hochsprung
| Platz | Athlet           | Land | Höhe (m) |
| ----- | ---------------- | ---- | -------- |
| 1     | Erik Portillo    | MEX  | 2,21     |
| 2     | Elton Petronilho | BRA  | 2,19     |
| 3     | Kyle Alcine      | BAH  | 2,19     |
| 4     | Pedro Álamos     | CHI  | 2,13     |
| 5     | Marcus Gelpi     | PUR  | 2,10     |
| 6     | Nicolás Numair   | CHI  | 2,10     |
| 7     | Justin Herrera   | ECU  | 2,05     |
| 8     | Jimmy Lopes      | BRA  | 2,05     |

3. Dezember

#### Stabhochsprung
| Platz | Athlet           | Land | Höhe (m) |
| ----- | ---------------- | ---- | -------- |
| 1     | Dyander Pacho    | ECU  | 5,20     |
| 2     | Austin Martrus   | ECU  | 5,15     |
| 3     | José Nieto       | COL  | 5,10     |
| 4     | Pablo Zaffaroni  | ARG  | 5,10     |
| 5     | Guillermo Correa | CHI  | 5,00     |
| 6     | Luis Fernández   | CHI  | 4,80     |
| 7     | Ernesto Collazo  | PUR  | 4,80     |
| 8     | Ignacio Sánchez  | CHI  | 4,80     |

4. Dezember

#### Weitsprung
| Platz | Athlet          | Land | Weite (m) |
| ----- | --------------- | ---- | --------- |
| 1     | Maikel Vidal    | CUB  | 7,97      |
| 2     | Kelsey Daniel   | TTO  | 7,90      |
| 3     | Jhon Berrío     | COL  | 7,82      |
| 4     | Arnovis Dalmero | COL  | 7,79      |
| 5     | Eubrig Maza     | VEN  | 7,71      |
| 6     | Weslley Beraldo | BRA  | 7,60      |
| 7     | Rasheed Miller  | CRC  | 7,58      |
| 8     | Gabriel Boza    | BRA  | 7,45      |

1. Dezember

#### Dreisprung
| Platz | Athlet                | Land | Weite (m) |
| ----- | --------------------- | ---- | --------- |
| 1     | Andy Hechavarría      | CUB  | 16,77     |
| 2     | Geiner Moreno         | COL  | 16,41 =PB |
| 3     | Frixon Chila          | ECU  | 16,12 PB  |
| 4     | Arnovis Dalmero       | COL  | 15,90     |
| 5     | Steven Palacios       | ECU  | 15,74     |
| 6     | Taeco O’Garro         | ATG  | 15,60     |
| 7     | Cesar Jasmin          | DOM  | 15,55     |
| 8     | Michael do Nascimento | BRA  | 15,50     |

4. Dezember

#### Kugelstoßen
| Platz | Athlet          | Land | Weite (m) |
| ----- | --------------- | ---- | --------- |
| 1     | Nazareno Sasia  | ARG  | 20,08 PB  |
| 2     | Ronald Grueso   | COL  | 17,98     |
| 3     | Juan Vázquez    | CUB  | 17,85 PB  |
| 4     | Jorge Contreras | PUR  | 17,73     |
| 5     | Mauricio Machry | BRA  | 17,71     |
| 6     | Camilo Reyes    | CHI  | 17,38     |
| 7     | Marcelo García  | BRA  | 16,75     |

1. Dezember

#### Diskuswurf
| Platz | Athlet          | Land | Weite (m) |
| ----- | --------------- | ---- | --------- |
| 1     | Lucas Nervi     | CHI  | 61,08     |
| 2     | Mario Díaz      | CUB  | 60,77     |
| 3     | Ángel Álvarez   | CUB  | 57,03     |
| 4     | Alan de Falchi  | BRA  | 56,48     |
| 5     | Nazareno Sasia  | ARG  | 55,69 PB  |
| 6     | Jorge Contreras | PUR  | 50,72     |
| 7     | Ronald Grueso   | COL  | 47,18     |
| 8     | Tarajh Hudson   | BAH  | 46,54     |

4. Dezember

#### Hammerwurf
| Platz | Athlet            | Land | Weite (m) |
| ----- | ----------------- | ---- | --------- |
| 1     | Alencar Pereira   | BRA  | 69,78     |
| 2     | Ronald Mencía     | CUB  | 67,23     |
| 3     | Aldo Zavala       | MEX  | 63,95     |
| 4     | Jonathan Absalon  | MEX  | 63,87     |
| 5     | Daniel Leal       | CHI  | 63,06     |
| 6     | Dylán Suárez      | CRC  | 62,60     |
| 7     | Julio Nobile      | ARG  | 61,52     |
| 8     | Sebastián Tommasi | ARG  | 60,05     |

2. Dezember

#### Speerwurf
| Platz | Athlet                   | Land | Weite (m) |
| ----- | ------------------------ | ---- | --------- |
| 1     | Pedro Henrique Rodrigues | BRA  | 74,41     |
| 2     | Luiz Mauricio da Silva   | BRA  | 71,35     |
| 3     | Tyriq Horsford           | TTO  | 71,33     |
| 4     | Jean Mairongo            | ECU  | 70,41     |
| 5     | Lautaro Techera          | URU  | 68,40     |
| 6     | Yarovis Conreras         | CUB  | 66,02     |
| 7     | Oneyder García           | COL  | 63,01     |
| 8     | Antonio Ortiz            | PAR  | 61,92     |

30. November

#### Zehnkampf
| Platz | Athlet            | Land | Punkte |
| ----- | ----------------- | ---- | ------ |
| 1     | José Santana      | BRA  | 7360   |
| 2     | Esteban Ibáñez    | ESA  | 6966   |
| 3     | Damián Moretta    | ARG  | 6959   |
| 4     | Jonathan da Silva | BRA  | 6733   |
| 5     | Julio Angulo      | COL  | 6579   |
| 6     | Ricardo Mireles   | VEN  | 6118   |
| 7     | Miguel Ramírez    | MEX  | 5851   |
| 8     | Anson Moses       | TTO  | 5259   |

30. November/1. Dezember

### Frauen

#### 100 m
| Platz | Athletin         | Land | Zeit (s) |
| ----- | ---------------- | ---- | -------- |
| 1     | Anahí Suárez     | ECU  | 11,32    |
| 2     | Amya Clarke      | SKN  | 11,58    |
| 3     | Natalia Liñares  | COL  | 11,60    |
| 4     | Liranyi Alonso   | DOM  | 11,62    |
| 5     | Gabriela Mourão  | BRA  | 11,66    |
| 6     | Laura Martínez   | COL  | 11,69    |
| 7     | Vida Caetano     | BRA  | 11,83    |
| 8     | Mariandre Chacón | GUA  | 11,89    |

Finale: 1. Dezember
Wind: +0,1 m/s

#### 200 m
| Platz | Athletin           | Land | Zeit (s)    |
| ----- | ------------------ | ---- | ----------- |
| 1     | Anahí Suárez       | ECU  | 22,96 PB    |
| 2     | Shary Vallecilla   | COL  | 23,07 NU23R |
| 3     | Fiordaliza Cofil   | DOM  | 23,46       |
| 4     | Letícia Lima       | BRA  | 23,68       |
| 5     | Rita Ferreira      | BRA  | 23,81       |
| 6     | Mariandre Chacón   | GUA  | 23,98 NR    |
| 7     | Yunisleydis García | CUB  | 24,16       |
| 8     | Keliza Smith       | GUY  | 24,30       |

Finale: 3. Dezember
Wind: 0,0 m/s

#### 400 m
| Platz | Athletin         | Land | Zeit (s)    |
| ----- | ---------------- | ---- | ----------- |
| 1     | Fiordaliza Cofil | DOM  | 52,10 PB    |
| 2     | Martina Weil     | CHI  | 52,35 NU23R |
| 3     | Tiffani Marinho  | BRA  | 53,67       |
| 4     | Angie Palacios   | COL  | 52,69 NU23R |
| 5     | Shalysa Wray     | CAY  | 53,47 PB    |
| 6     | Maria de Sena    | BRA  | 54,70       |
| 7     | Kenisha Phillips | GUY  | 54,99       |

3. Dezember

#### 800 m
| Platz | Athletin            | Land | Zeit (min) |
| ----- | ------------------- | ---- | ---------- |
| 1     | Daily Cooper        | CUB  | 2:08,62    |
| 2     | Berdine Castillo    | CHI  | 2:09,32    |
| 3     | Veronica Angel      | MEX  | 2:09,40    |
| 4     | Anita Poma          | PER  | 2:10,01    |
| 5     | Valeria González    | MEX  | 2:10,38    |
| 6     | Isabelle de Almeida | BRA  | 2:11,05    |
| 7     | Emilly Barbosa      | BRA  | 2:12,71    |
| 8     | Tania Guasace       | BOL  | 2:14,98    |

1. Dezember

#### 1500 m
| Platz | Athletin             | Land | Zeit (min) |
| ----- | -------------------- | ---- | ---------- |
| 1     | Anahí Álvarez        | MEX  | 4:20,68 PB |
| 2     | Veronica Angel       | MEX  | 4:30,13    |
| 3     | Laura Acuña          | CHI  | 4:31,01    |
| 4     | Montserrat Sabag     | CHI  | 4:34,07    |
| 5     | Gabriela de Freitas  | BRA  | 4:38,92    |
| 6     | Stefany López        | COL  | 4:42,58    |
| 7     | María Fairhurst      | ARG  | 4:44,63    |
| 8     | Alessandra Rodríguez | PUR  | 4:48,06    |

2. Dezember

#### 5000 m
| Platz | Athletin                 | Land | Zeit (min)  |
| ----- | ------------------------ | ---- | ----------- |
| 1     | Anahí Álvarez            | MEX  | 15:52,80 PB |
| 2     | Maria Lucineida da Silva | BRA  | 16:39,77    |
| 3     | Laura Espinosa           | COL  | 16:53,74    |
| 4     | Carmen Alder             | ECU  | 17:02,45    |
| 5     | Mirelle Leite            | BRA  | 17:03,84    |
| 6     | Sofia Mamani             | PER  | 17:23,46    |
| 7     | Virginia Huatorongo      | PER  | 17:27,91    |
| 8     | Anisleidis Ochoa         | CUB  | 17:34,84    |

3. Dezember

#### 10.000 m
| Platz | Athletin                 | Land | Zeit (min) |
| ----- | ------------------------ | ---- | ---------- |
| 1     | Sofia Mamani             | PER  | 34:43,80   |
| 2     | María de Jesús Ruíz      | MEX  | 35:02,77   |
| 3     | Maria Lucineida da Silva | BRA  | 35:10,83   |
| 4     | Luizaga Gómez            | BOL  | 35:28,80   |
| 5     | Virginia Huatorongo      | PER  | 36:21,36   |
| 6     | Luisa Baca               | MEX  | 36:25,03   |
| 7     | Sofia Ivanko             | ARG  | 38:02,71   |
| 8     | Anna Tenorio             | ECU  | 38:32,84   |

30. November

#### 20.000 m Bahngehen
| Platz | Athletin           | Land | Zeit (h)   |
| ----- | ------------------ | ---- | ---------- |
| 1     | Glenda Morejón     | ECU  | 1:33:54,16 |
| 2     | Mary Luz Andia     | PER  | 1:35:26,52 |
| 3     | Laura Mojica       | COL  | 1:35:54,97 |
| 4     | Maidy Monge        | GUA  | 1:37:28,91 |
| 5     | Rachelle de Orbeta | PUR  | 1:38:24,92 |
| 6     | Mayra Quispe       | BOL  | 1:41:46,35 |
| 7     | Gabriela de Sousa  | BRA  | 1:42:37,55 |
| 8     | María Peinado      | GUA  | 1:43:31,37 |

3. Dezember

#### 100 m Hürden
| Platz | Athletin          | Land | Zeit (s) |
| ----- | ----------------- | ---- | -------- |
| 1     | Greisys Roble     | CUB  | 13,07 PB |
| 2     | Ketiley Batista   | BRA  | 13,27    |
| 3     | Keily Pérez       | CUB  | 13,33    |
| 4     | Micaela de Mello  | BRA  | 13,51    |
| 5     | Valentina Polanco | ARG  | 13,79 PB |
| 6     | Nicole Caicedo    | ECU  | 13,88    |
| 7     | Isanet González   | PUR  | 14,43    |
| 8     | María Patrón      | MEX  | 14,48    |

2. Dezember
Wind: −0,6 m/s

#### 400 m Hürden
| Platz | Athletin                | Land | Zeit (s) |
| ----- | ----------------------- | ---- | -------- |
| 1     | Chayenne da Silva       | BRA  | 55,97    |
| 2     | Ariliannis Colás        | CUB  | 57,20 PB |
| 3     | Valeria Cabezas         | COL  | 57,49    |
| 4     | Darielys Sentelle       | CUB  | 58,07 PB |
| 5     | Marlene Santos          | BRA  | 59,86    |
| 6     | Yara Amador             | MEX  | 61,70    |
| 7     | Danna Barajas           | MEX  | 63,18    |
| 8     | María Alejandra Murillo | COL  | DSQ      |

Finale: 2. Dezember

#### 3000 m Hindernis
| Platz | Athlet              | Land | Zeit (min) |
| ----- | ------------------- | ---- | ---------- |
| 1     | Mirelle Leite       | BRA  | 10:28,69   |
| 2     | Verónica Huacasi    | PER  | 10:39,70   |
| 3     | Stefany López       | COL  | 10:47,82   |
| 4     | Arian Chia          | MEX  | 10:57,62   |
| 5     | Clara Baiocchi      | ARG  | 11:04,33   |
| 6     | Lisbeth Vicuña      | ECU  | 11:07,89   |
| 7     | Gabriela de Freitas | BRA  | 11:16,06   |
| 8     | Leydi Raura         | ECU  | 11:20,36   |

4. Dezember

#### 4 × 100 m Staffel
| Platz | Land                    | Athleten                                                                | Zeit (s)    |
| ----- | ----------------------- | ----------------------------------------------------------------------- | ----------- |
| 1     | Kolumbien               | María Alejandra Murillo Natalia Liñares Shary Vallecilla Laura Martínez | 43,59 AU23R |
| 2     | Brasilien               | Vida Caetano Rita de Cássia Letícia Lima Gabriela Mourão                | 44,04       |
| 3     | Ecuador                 | Nicole Chalá Anahí Suárez Nicole Caicedo Andreina Minda                 | 44,56       |
| 4     | Dominikanische Republik | Liranyi Alonso Fiordaliza Cofil Milagros Durán Wilvely Santana          | 44,86       |
| 5     | Chile                   | Rocío Muñoz Martina Weil Anaís Hernández María Hurtado                  | 45,10       |

2. Dezember

#### 4 × 400 m Staffel
| Platz                   | Land                                                           | Athleten                                                        | Zeit (min) |
| ----------------------- | -------------------------------------------------------------- | --------------------------------------------------------------- | ---------- |
| 1                       | Brasilien                                                      | Maria de Sena Marlene Santos Chayenne da Silva Tiffani Marinho  | 3:33,40    |
| 2                       | Chile                                                          | Rocío Muñoz Berdine Castillo Anaís Hernández Martina Weil       | 3:38,24    |
| 3                       | Mexiko                                                         | Danna Barajas Valeria González Yara Amador Veronica Angel       | 3:48,21    |
|                         | Venezuela                                                      | Génesis Gutiérrez Raimari Alborno Orangy Jiménez Angely Garrido | DSQ        |
| Dominikanische Republik | Liranyi Alonso Milagros Durán Wilvely Santana Fiordaliza Cofil | DSQ                                                             |            |

3. Dezember

#### Hochsprung
| Platz | Athletin              | Land | Höhe (m) |
| ----- | --------------------- | ---- | -------- |
| 1     | Jennifer Rodríguez    | COL  | 1,90 =PB |
| 2     | Marysabel Senyu       | DOM  | 1,81     |
| 3     | Arielly Monteiro      | BRA  | 1,76     |
| 4     | Courteney Campbell    | PUR  | 1,73     |
| 5     | Olivia García         | CHI  | 1,70     |
| 5     | Gabriela da Silva     | BRA  | 1,70     |
| 7     | Ana Isabella González | ESA  | 1,70     |
| 8     | Silvina Gil           | URU  | 1,65     |

2. Dezember

#### Stabhochsprung
| Platz | Athletin              | Land | Höhe (m) |
| ----- | --------------------- | ---- | -------- |
| 1     | Isabel de Quadros     | BRA  | 4,20     |
| 2     | Javiera Contreras     | CHI  | 3,90     |
| 3     | Karen Bedoya          | COL  | 3,90     |
| 4     | Silvia Guerrero       | MEX  | 3,90     |
| 5     | Aída Cruz             | MEX  | 3,80     |
| 6     | Luciana Gómez-Iriondo | ARG  | 3,80     |
| 7     | Rosaidi Robles        | CUB  | 3,80     |
| 8     | Antonia Crestani      | CHI  | 3,70     |

2. Dezember

#### Weitsprung
| Platz | Athletin         | Land | Weite (m) |
| ----- | ---------------- | ---- | --------- |
| 1     | Paola Fernández  | PUR  | 6,33 PB   |
| 2     | Natalia Liñares  | COL  | 6,27      |
| 3     | Thaina Fernandes | BRA  | 6,25      |
| 4     | Lissandra Campos | BRA  | 6,21      |
| 5     | Chantoba Bright  | GUY  | 6,20      |
| 6     | Rocío Muñoz      | CHI  | 6,16      |
| 7     | María Hurtado    | CHI  | 6,03      |
| 8     | Yanisley Carrión | CUB  | 6,01      |

30. November

#### Dreisprung
| Platz | Athletin           | Land | Weite (m) |
| ----- | ------------------ | ---- | --------- |
| 1     | Leyanis Pérez      | CUB  | 14,39     |
| 2     | Chantoba Bright    | GUY  | 13,50     |
| 3     | Leidy Cuesta       | COL  | 13,24 PB  |
| 4     | Nerisnelia Sousa   | BRA  | 13,16     |
| 5     | Fernanda Maita     | VEN  | 13,09     |
| 6     | Estrella Lobo      | COL  | 13,05 PB  |
| 7     | Ana Paula Argüello | PAR  | 13,04 =NR |
| 8     | Mairy Pires        | VEN  | 12,94     |

3. Dezember

#### Kugelstoßen
| Platz | Athletin           | Land | Weite (m) |
| ----- | ------------------ | ---- | --------- |
| 1     | Rosa Santana       | DOM  | 17,45 PB  |
| 2     | Ana Caroline Silva | BRA  | 16,86 PB  |
| 3     | Milena Sens        | BRA  | 16,76 PB  |
| 4     | Layselys Jiménez   | CUB  | 15,76     |
| 5     | Kelsie Murrel-Ross | GRN  | 15,39     |
| 6     | Treneese Hamilton  | DMA  | 14,73 PB  |
| 7     | Deisheline Mayers  | CRC  | 14,44     |
| 8     | Lorna Zurita       | ECU  | 13,86     |

3. Dezember

#### Diskuswurf
| Platz | Athletin                 | Land | Weite (m) |
| ----- | ------------------------ | ---- | --------- |
| 1     | Silinda Oneisi Morales   | CUB  | 59,13     |
| 2     | Melany del Pilar Matheus | CUB  | 54,31     |
| 3     | Catalina Bravo           | CHI  | 52,44     |
| 4     | Yosiris Córdoba          | COL  | 51,57     |
| 5     | Lacee Barnes             | CAY  | 51,00     |
| 6     | Merari Herrera           | ECU  | 50,80     |
| 7     | Valquiria Meurer         | BRA  | 49,71     |
| 8     | Veronica Luzania         | MEX  | 47,35     |

30. November

#### Hammerwurf
| Platz | Athletin         | Land | Weite (m)   |
| ----- | ---------------- | ---- | ----------- |
| 1     | Yaritza Martínez | CUB  | 67,47 PB    |
| 2     | Silenis Vargas   | VEN  | 65,63 AU20R |
| 3     | Mariana García   | CHI  | 64,86       |
| 4     | Liz Collía       | CUB  | 64,34 PB    |
| 5     | Carolina Ulloa   | COL  | 62,05       |
| 6     | Ximena Zorrilla  | PER  | 61,41       |
| 7     | Paola Bueno      | MEX  | 58,41       |
| 8     | Nereida Santa    | ECU  | 57,63       |

4. Dezember

#### Speerwurf
| Platz | Athletin          | Land | Weite (m) |
| ----- | ----------------- | ---- | --------- |
| 1     | Juleisy Ángulo    | ECU  | 58,26 SB  |
| 2     | Yiselena Ballar   | CUB  | 57,14     |
| 3     | Valentina Barrios | COL  | 51,46     |
| 4     | Deisiane Teixeira | BRA  | 51,17     |
| 5     | Agustina Moraga   | ARG  | 46,42     |
| 6     | Ana Soler         | PUR  | 46,16     |
| 7     | Luceris Suárez    | COL  | 46,12     |
| 8     | Xochitl Montoya   | MEX  | 42,87     |

3. Dezember

#### Siebenkampf
| Platz | Athletin           | Land | Punkte  |
| ----- | ------------------ | ---- | ------- |
| 1     | Marys Patterson    | CUB  | 5663    |
| 2     | Joniar Thomas      | GRN  | 5484 PB |
| 3     | Sara Isabel García | COL  | 5391    |
| 4     | Naiuri Rigo        | BRA  | 5112    |
| 5     | Zully Villegas     | MEX  | 4964 PB |
| 6     | Rocío Chaparro     | PAR  | 4617    |
| 7     | Marienger Chirinos | VEN  | 4502    |
| 8     | Saleme Buenanueva  | ARG  | 4406    |

1./2. Dezember

## Mixed

### 4 × 400 m Staffel
| Platz | Land                    | Athleten                                                       | Zeit (min)    |
| ----- | ----------------------- | -------------------------------------------------------------- | ------------- |
| 1     | Brasilien               | João Cabral Tiffani Marinho Chayenne da Silva Douglas Mendes   | 3:18,54 AU23R |
| 2     | Kolumbien               | Néider Abello Valeria Cabezas Angie Palacios Neiker Abello     | 3:23,79       |
| 3     | Dominikanische Republik | Angelo Féliz Fiordaliza Cofil Liranyi Alonso Franquelo Pérez   | 3:28,28       |
| 4     | Mexiko                  | Gerardo Lomeli Veronica Angel Valeria González Israel Tinajero | 3:29,52       |
|       | Ecuador                 | Alan Minda Andreina Minda Anahí Suárez Steeven Salas           | DSQ           |

4. Dezember